# Centro Cívico Cultural Legislativo
El Centro Cívico Cultural Legislativo (CCCL) se encuentra ubicado en el centro histórico de la ciudad de San Salvador, El Salvador. Es propiedad de la Asamblea Legislativa de El Salvador y tiene por objetivo generar un espacio cultural con procesos creativos, inclusivos y artísticos.

## Historia
La Villa Dueñas también conocida como Villa Guadalupe, junto a la Casa Dueñas, formó parte de un complejo residencial de la familia Dueñas Palomo. La villa, ubicada en la finca Guadalupe, fue construida por el Ingeniero y Arquitecto salvadoreño Daniel C. Domínguez Párraga (1886-1959) siguiendo los lineamientos de la arquitectura inglesa. Tiene una área de 23 740.68 metros cuadrados que comprende solar y casa de dos pisos. Allí residió Miguel Dueñas Dárdano, embajador de El Salvador en Francia e hijo del presidente Francisco Dueñas. En su frontón central se pueden visualizar las letras "T de D", siendo la madre del Embajador Dueñas Dárdano la señora Teresa Dárdano de Dueñas. El inmueble fue declarado dentro de los bienes patrimoniales del centro histórico de San Salvador, por Decreto Legislativo del 18 de julio de 2008.
Su último ocupante fue la Universidad Isaac Newton y posteriormente fue parte del patrimonio del Instituto de Previsión Social de la Fuerza Armada de El Salvador (IPSFA) hasta 2013. En vista de los problemas económicos de esta institución, en julio de ese mismo año fue adquirida por la Asamblea Legislativa de El Salvador para abrir un espacio cultural y de entretenimiento en el país.
La villa se encontraba en estado de abandono antes de la compra, por lo fue sometida a restauración, la formulación del Proyecto Ejecutivo para la intervención en el inmueble patrimonial (en El Salvador, conocido como Carpeta Técnica), estuvo a cargo de un equipo consultor encabezado por el Ingeniero Carlos Pastrana Palomo, quien también cuenta con Maestría en Ciencias de la Arquitectura (coincidencia en conocimientos con el constructor original) y la ejecución a cargo del Ing. Eduardo Gil Majano, ambas etapas con la supervisión de la Secretaría de Cultura. Como centro cultural abrió sus puertas el 7 de noviembre de 2015 con un costo de rehabilitación inicial de más de 6 millones de dólares, distribuidos en 1.4 millones para la intervención del inmueble patrimonial o Villa Guadalupe y 4.8 millones en la adquisición del inmueble; y un año después se inauguró la Biblioteca de la Asamblea «Dr. y Presbítero Isidro Menéndez», donde también funciona el Instituto de Estudios Legislativos y Constitucionales. Además se brindan servicios propios del congreso relacionados con las demandas de la población.

## Actividades
Desde su inauguración, el CCCL alberga eventos musicales, danza folklórica y contemporánea, teatro, poesía, conferencias y demás expresiones del arte y la cultura.

## Equipo Consultor de la Formulación
El equipo consultor que tuvo a cargo la formulación del proyecto ejecutivo estuvo conformado por:
Ing. Marco Antonio Naves Guerrero y Téc. en Ing. Ivo Magaña, Topografía.
Laboratorio Roberto Salazar y Asociados, Geotecnia.
MIS Ing. Daniel Rivera Campos, Revisión y Diseño Estructural.
MIS Ing. Roberto Arturo Argüello, Diseño Hidráulico.
Ing. Roberto José Frot Larrañaga, Diseño Electromecánico.
Ing. Amanda Chávez, Téc. en Ing. German Chávez y Arq. ECP Carmen Elena Ruíz Sánchez, Levantamiento Arquitectónico y de Daños.
Arq. ECP Carmen Elena Ruiz Sánchez, Diseño Arquitectónico y dibujo del juego de planos del proyecto.
MP. Arq. André Raphael Rallión, Diseño Paisajístico.
MCA Ing. Carlos Pastrana Palomo, Conservación Patrimonial y Coordinación General del equipo consultor.